# Piosenka dla Europy 2006
Piosenka dla Europy 2006 – polskie selekcje do 51. Konkursu Piosenki Eurowizji. Finał eliminacji odbył się 28 stycznia 2006 w Studiu 5 w siedzibie Telewizji Polskiej przy ul. Woronicza 17 w Warszawie, a wygrał w nim zespół Ich Troje z utworem „Follow My Heart”.

## Przebieg konkursu

### Zgłaszanie utworów
W listopadzie 2005 ruszył proces zgłaszania utworów do Telewizji Polskiej (TVP). Nadesłane propozycje musiały spełniać regulamin konkursu, przede wszystkim musiały posiadać tekst w języku polskim lub angielskim, trwać nie dłużej niż trzy minuty oraz nie mogły zostać opublikowane przed 1 października 2005. Każdy wykonawca (nie mógł to być debiutant) mógł zgłosić tylko jedną piosenkę. 10 grudnia minął termin nadsyłania utworów – zgłoszono ich 112, z czego do finału eliminacji jedenastoosobowa komisja sędziowska wybrała 15 z nich. W skład jury weszli m.in. Bogdan Olewicz, Zygmunt Kukla, Robert Sankowski, Janusz Kosiński i Piotr Klatt. Do stawki konkursowej zakwalifikowali się:
- Danzel („Undercover”)
- Ich Troje („Follow My Heart”)
- Brathanki („W nas ciepło wiosen”)
- Maciej Silski („Za karę”)
- Sławek Uniatowski („Kocham Cię”)
- Agata Torzewska („Goodbye”)
- Queens („I Feel in Love”)
- Dezire („Good Girl”)
- Ha-Dwa-O! („Popatrz na mnie”)
- Kasia Cerekwicka („Zamilcz”)
- Kasia Moś („I Wanna Know”)
- The Jet Set („How Many People”)
- Kto To („Zero do stracenia”)
- Leonie Kuizenga („Love Is What We All Need”)
- Mosqitoo („Jeżeli jesteś – wołam Cię”)

Ogłoszono także nazwiska pięciu artystów, którzy znaleźli się na tzw. liście rezerwowej, czyli zajęli miejsca 16. do 20.:
- Jerzy Grunwald („Save the Love”)
- The Crakers („Dance to the Beat”)
- Sara May („It's over”)
- Offside („Jak fala za falą”)
- Anabel Conde („Sappho”)

Do selekcji zgłosili się też m.in.: Ich Troje (druga piosenka – „Geronimo”), Queens (druga piosenka – „Od A do Zet”), Mosqitoo (druga piosenka – „To, co stało się”), Maria Sadowska („Straight Up”), Farba („To jest chwila”), Mollęda („Zaplanuj, jak żyć”), Szymon Wydra & Carpe Diem („Siła wiatru” i „Wojna serc”), Magda Femme („Femme Fatale”), Ivan i Delfin („Hey I Want To Get Your Number”, „Niebo i ziemia” i „Dwie gwiazdy”), Gosia Andrzejewicz („Niebezpieczna gra”), Zdobywcy Pewnych Oskarów („Europa teraz”), Monika Jarosińska („Butterflies”), Ania Szarmach („Open Your Mind”), PIN („Moja wolność bez Ciebie”), Sumptuastic („Opuszczony”), Patrycja Kosiarkiewicz („Rocznik 72”), Magda Steczkowska i Indigo („Bliżej”), Totoszko&PL („4 zmysły”), Sara May (z piosenkami: „It’s Over”, „All Alone”, „Mówię – żegnaj kochanie”, „C’est la vie” i „Nagi taniec”), Patrycjusz Smolarek („Mam w sobie moc”), Abra („Mgnienie oka”), Zuzanna Szreder („Did I...?”), Marcin Czyżewski („Some Part of Me”), Indigo („Słowa”), Molęda („Zaplanuj jak żyć”) i Marta Wiśniewska („My Avalon”).

### Prowadzący i goście specjalni
Koncert finałowy poprowadzili Agnieszka Szulim i Artur Orzech, wieloletni komentator Konkursu Piosenki Eurowizji dla TVP. 
Po zaprezentowaniu wszystkich piosenek konkursowych, w tzw. interwałach wystąpiły zespoły Bajm i Blue Café, które zaprezentowały swoje przeboje.

## Wyniki

### Uczestnicy
Podczas selekcji 50% głosów należało do telewidzów, którzy głosowali za pomocą systemu audio-tele, a 50% do jurorów, którzy oddawali swoje głosy w tzw. skali eurowizyjnej, czyli poprzez przyznanie punktów 1-8, 10 i 12. Widzowie mogli głosować przez piętnaście minut po zakończeniu prezentacji ostatniego utworu konkursowego. Podczas finału ogłoszono wyniki głosowania telewidzów i jurorów. W przypadku remisu między pierwszym a drugim miejscem, o wygranej zdecydowały wyniki
głosowania telewidzów.
| L.p. | Wykonawca           | Piosenka                    | Język                         | Punkty  | Punkty   | Punkty | Miejsce |
| L.p. | Wykonawca           | Piosenka                    | Język                         | Jurorzy | Widzowie | Suma   | Miejsce |
| ---- | ------------------- | --------------------------- | ----------------------------- | ------- | -------- | ------ | ------- |
| 1    | Agata Torzewska     | „Goodbye”                   | angielski                     | 2       | 0        | 2      | 12      |
| 2    | Danzel              | „Undercover”                | angielski                     | 1       | 4        | 5      | 8       |
| 3    | Kasia Moś           | „I Wanna Know”              | angielski                     | 4       | 0        | 4      | 10      |
| 4    | Maciej Silski       | „Za karę”                   | polski                        | 3       | 1        | 4      | 10      |
| 5    | Leonie Kuizenga     | „Love Is What We All Need”  | angielski                     | 0       | 0        | 0      | 15      |
| 6    | Ich Troje           | „Follow My Heart”           | angielski, polski, hiszpański | 5       | 12       | 17     | 1       |
| 7    | Dezire              | „Good Girl”                 | angielski                     | 12      | 2        | 14     | 4       |
| 8    | Ha-Dwa-O!           | „Popatrz na mnie”           | polski                        | 0       | 0        | 0      | 15      |
| 9    | Kasia Cerekwicka    | „Na kolana”                 | polski                        | 10      | 7        | 17     | 2       |
| 10   | Sławomir Uniatowski | „Kocham Cię”                | polski                        | 7       | 6        | 13     | 5       |
| 11   | Mosqitoo            | „Jeżeli jesteś – wołam Cię” | polski                        | 0       | 0        | 0      | 15      |
| 12   | Brathanki           | „W nas ciepło wiosen”       | polski                        | 0       | 5        | 5      | 8       |
| 13   | The Jet Set         | „How Many People”           | angielski                     | 8       | 8        | 16     | 3       |
| 14   | Kto To              | „Zero do stracenia”         | polski                        | 6       | 3        | 9      | 7       |
| 15   | Queens              | „I Feel in Love”            | angielski                     | 0       | 10       | 10     | 6       |

## Oglądalność
Koncert transmitowano w TVP1 i TVP Polonia oraz przez Internet.